# Хатшепсут
Хатшепсут (1473. п. н. е. — 1458. п. н. е.) је била пети фараон осамнаесте египатске династије у старом Египту и у титулатору на сликама и рељефима је увек наступала као мушкарац - фараон. Била је друга позната жена фараон после Собекнеферу. Идентификација њене мумије је објављена 27. јуна 2007. године.
Хатшепсут је дошла на престо Египта 1478. п. н. е. Као главна жена Тутмоса II, Хатшепсут је у почетку владала као регент Тутмоса III, сина Тутмоса II од друге жене и првог мушког наследника. Док је Тутмос III наследио престо са око две године, Хатшепсут је наставила да влада утврђујући своју лозу као ћерка и једино дете Тутмоса I и његове главне жене Ахмосе.
Њен муж Тутмос II био је син Тутмоса I и секундарне жене по имену Мутнофрет, која је носила титулу 'Краљева ћерка' и вероватно је била дете Ахмосе I. Хатшепсут и Тутмос II су имали ћерку по имену Неферур. Тутмос II са Исет, секундарном женом, био би отац Тутмоса III, који ће наследити Хатшепсут као фараон.
| G39 | N5 |

|                       |   |             |   |     |
| \| \| , \| \| , \| \| |   |             |   |     |
|                       |   |             |   |     |
| i                     | , | W9 · t · F4 | , | A51 |

| i | , | W9 · t · F4 | , | A51 |

|                       |   |             |   |     |
| \| \| , \| \| , \| \| |   |             |   |     |
|                       |   |             |   |     |
| i                     | , | W9 · t · F4 | , | A51 |

| i | , | W9 · t · F4 | , | A51 |

| M23 | L2 |

|             |      |    |
| \| \| \| \| |      |    |
|             |      |    |
| ra          | mAat | kA |

| ra | mAat | kA |

|             |      |    |
| \| \| \| \| |      |    |
|             |      |    |
| ra          | mAat | kA |

| ra | mAat | kA |

Maatkare Khnumt-Amun Hatshepsut
- Maatkare - Истина је Ка од Ра
- Khnumt-Amun - Придружила се Амону
- Hatshepsut - Најплеменитија од свих жена

## Порекло
Током 18. династије краљевска кућа Ахмоса I је била суочена са трагедијама које су је задесиле током три генерације, јер је неколико мушких престолонасљедника 18. династије умрло.
Када су умрли сви синови Амен - Хотеп-а и његове главне жене, фараон је постао Тутмос  (син друге жене Сенсенеб). Он се оженио својом полусестром Ахмос али и њихових пет синова је такође умрло. У вријеме смрти Тутмоса I једини насљедник са краљевском крви био је његов незаконити син Тутмос II али како је он био малољетан фараон није имао другог избора већ да своју кћер Хатшепсут прогласи сувладаром.
Међутим, прије болести свога оца Хатшепсут се као петнаестогодишњакиња удала за свог полубрата Тутмоса II који је тада имао 12 година. Због родбинских веза и мијешања крви он је био и физички и ментално заостала личност. Хатшепсут му је и поред тога родила двије кћери Нефру-Ра и Мерит-Ра-Хатшепсут. Како му није подарила мушког насљедника он је са другом женом Изис добио сина познатог под именом Тутмос III. Да би осигурали опстанак владарске лозе Нефра-Ра се као и своја мајка удала за полубрата Тутмоса . У вријеме смрти Хатшепсутиног мужа Тутмоса  његов насљедник Тутмос  је био малољетан тако да је она била законит владар.
Хатшепсут је била прва жена која је крунисана са свим почастима као краљ а не краљица и која је добила свих пет почасних имена фараона што ниједној краљици прије а ни послије ње није успјело. Облачила се и понашала као мушкарац. 

## Фалсификати
Знајући да је уљез на египатском пријестолу Хатшепсут је фалсификовала неколико докумената да би допринијела свом кредибилитету. Прво је дала да се на храму исклеше како бог Амон даје привилегију краљевања Тутмосу I и њој. Затим је себи приписала побједу над страним освајачима и ускрснуће Озириса. Наводно је имала визију у сну, гдје јој се указао бог сунца Амон који је наговестио да ће родити кћер која ће постати жена фараон. Они који јој нису вјеровали и нису је подржавали нису се смјели супротставити, али су очекивали да ће бити кажњена од стране богова. Напротив, чини се да је сам бог прихватио њену визију као истиниту, тако да је Хатшепсут сама владала 22 године током којих је цвјетала египатска економија. То раздобље је било мирно, без икаквих војних окршаја. Највише се пажње поклањало на успостављање трговачких веза и на архитектуру. Најважнији споменик њене владавине је свакако посмртни храм у Долини Краљева.
У то вријеме је храм био физички повезан са Долином Краљева али након смрти краљице њен зет односно посинак Тутмос III дао је да се уруше сви тунели и пролази тако да овај храм буде одсјечен и заборављен. Такође је њено име избрисано са свих храмова и родослова те је зато и до дан данас остала велика непознаница.

## Смрт
Хатшепсут је одлучила да буде сахрањена са својим оцем Тутмосем I у Долини Краљева. У сврху повезивања храма са Долином ископан је тунел дуг преко 700 m и око 300 m испод површине земље.
Њен саркофаг је пронађен али у њему није била њена мумија већ једне принцезе из 21-ве династије.
Околности њене смрти су сумњиве али након истраживања ипак се сматра да је умрла природном смрћу. Посљедњи запис је 10. дана 6. мјесеца у 22-ој години владавине (почетак фебруара) када је забиљежено да је жена-фараон преминула.
Немогуће је говорити о великој краљици а не споменути њеног оданог слугу, архитекту и пријатеља Сененмута. Његов отац је служио краљевској породици, а он сам био веома одан Хатшепсут. Чак је био задужен и за њене приватне одаје те се стога говорило о постојању нечега што је превазилазило пријатељство. Постојале су гласине да је њена прва кћи у ствари његова али то никад није потврђено. Његов изненадни нестанак са дворске сцене био је у најмању руку чудан, јер су разлози до данас остали неразјашњени.

## Краљичин храм
Међу архитектонским подухватима који су се сачували из Новог краљевства најзначајнији је Погребни храм краљице Хатшепсут, који је саграђен око 1485. п. н. е. у Деир-ел-Бахриу у близини Тебе уз камену литицу и поред још неких богова посвећен је богу Амону. Овај храм је монументалан као и храмови Старог краљевства али не понавља њихове облике и архитектуру. Познат је његов атријум по изванредним рељефима који величају краљицу Хатшепсут и објашњавају њено божанско порекло. Светлосни ефекти су пројектовани савршено и контрасти светлости и сенке побуђују дубоку тајновитост. Ова изванредна грађевина је дело најспретнијег архитекте тога доба Сененмута. Овај храм је у Египту познат као Џесер- Џесеру а код нас као погребни храм краљице Хатшепсут.
Тој истој краљици дугујемо и обелиске висине један од 30 метара и други од 23 метра у Карнаку са текстовима који величају краљицу.